# 袁文華
袁文華（英語：Mark Yuan Wen-hua，1905年—1973年，聖名：馬爾谷），原名袁金緒，是天主教中國籍神父及方濟會會士，愛國會非法自選自聖主教，被教宗絕罰。自稱擔任武昌教區主教。

## 生平

### 早年生活
袁文華出生於1905年在清朝山東省濟南，幼年入濟南修院，並加入方濟會。1932年7月畢業後晉鐸。
1936年9月被調派到武昌宗座代牧區傳教，11月赴鄂城葛店天主堂任主任司鐸。1947年出任花園山聖家主教座堂主任司鐸，兼任文學小學校長。
1949年10月1日，中國共產黨在中國大陸地區建立中華人民共和國，開始針對天主教進行宗教迫害及打壓，教會學校被迫交由政府管理。1951年開始，武昌教區主教郭時濟及教區署理史憲璋神父，分別相繼以「花園山育嬰堂事件」及「美國戰略特務」罪名逮捕，其後將郭主教及其他外國傳教士驅逐出境。
袁文華選擇與政府合作，且加入後來由中國官方成立的愛國會。1952年9月，文學小學改名為武昌區第十五小學，袁文華繼續留任校長。

### 非法晉牧
1958年3月19日，在中國政府控制組織愛國會的推行和政府強迫下，武昌教區未獲教宗准許，擅自選出選袁文華為教區第三任主教。同月，武昌教區向聖座上報自選和即將自聖袁文華。3月28日，聖座回復自選無效，祝聖者及被祝聖者將被絕罰。4月13日，由蒲圻教區主教李道南主禮，非法自選自聖董光清和袁文華晉牧，這也是中國首次自選自聖事件。事後，因為朱峰青在未獲得時任教宗若望二十三世准許，自選自聖違反《天主教法典》被絕罰。
袁文華曾任武漢市及湖北省人大代表、武漢市及湖北省政協委員和湖北省愛國會副主席。
1966年至1979年文化大革命期間，所有宗教活動停止，與政府合作的袁文華也未能倖免。於1973年1月被批鬥迫害至死，享年68歲。